# Tuần hoàn bàng hệ
Tuần hoàn bàng hệ là các tĩnh mạch ngoài nông màu xanh nổi lên và phát triển các nhánh dưới da bụng. Bệnh ở giai đoạn sớm tuần hoàn bàng hệ còn lờ mờ, càng về sau tuần hoàn bàng hệ nổi càng rõ hơn.
Tuần hoàn bàng hệ trên rốn nối hệ cửa với các nhánh của tĩnh mạch chủ trên, tuần hoàn bàng hệ quanh rốn và hai mạng sườn nối cửa với chủ dưới.
Trong hội chứng Budd-Chiari tuần hoàn bàng hệ nổi ở giữa bụng dọc theo đường trắng giữa từ rốn lên, có khi lên tận ngực; tuần hoàn bàng hệ nổi to, rõ, có khi như một búi giun, do vậy có thể nghe được tiếng thổi tâm thu hoặc tiếng thổi liên tục ở vùng rốn.
Nguyên nhân: Các nguyên nhân làm tăng áp lực tĩnh mạch cửa như:
Bệnh xơ gan
Suy tim nặng
Tắc tĩnh mạch chủ dưới.
Cơ chế:
Tăng áp lực tĩnh mạch cửa làm máu chảy ngược từ tĩnh mạch cửa sang tĩnh mạch quanh rốn. Tăng áp lực và lưu lượng máu làm giãn tĩnh mạch.
Tăng áp lực tĩnh mạch cửa khi gradient áp lực tĩnh mạch cửa và áp lực tĩnh mạch chủ > 5mmHg hoặc khi áp
lực tĩnh mạch cửa > 15mmHg.
Phân loại: 3 nhóm tuần hoàn bàng hệ:
1.Tuần hoàn bàng hệ cửa - chủ(gánh chủ): tĩnh mạch nổi rõ ở nửa bụng trên từ mũi ức đến rốn.
Nguyên nhân: tắc, chèn ép tĩnh mạch cửa.
- Gặp trong bệnh xơ gan, các mô xơ gây chèn ép và cản trở tĩnh mạch trong gan làm tăng áp lực tĩnh mạch cửa -> máu đi vào các nhánh phụ để đổ vào tĩnh mạch chủ trên hay chủ dưới.
- Trong loại tuần hoàn gánh chủ trên, các nhánh bên xuất hiện nhiều ở rốn, ở hạ sườnh phải (nối tĩnh mạch gánh với tĩnh mạch chủ trên). Trong tuần hoàn gánh chủ dưới, các nhánh bên xuất hiện dưới rốn (nối tĩnh mạch gánh với tĩnh mạch chủ dưới).
2. Tuần hoàn bàng hệ chủ - chủ: tĩnh mạch nổi rõ phía bụng dưới, từ cung đùi đến rốn.
Nguyên nhân: tắc, chèn ép tĩnh mạch chủ dưới.
- Gặp trong các trường hợp chèn ép hoặc viêm tắc tĩnh mạch chủ dưới.
- Các nhánh bên gặp ở 2 bên bẹn, 2 bên bụng dưới đi ngược lên trên (các nhánh nối từ tĩnh mạch chủ phần dưới đi lên tĩnh mạch chủ phần trên chỗ tắc).
3. Tuần hoàn bàng hệ chủ trên
- Gặp trong các hội chứng chèn ép trung thất, tĩnh mạch chủ trên bị đè, máu đổ về tim phải qua các nhánh phụ.
- Xuất hiện ở ngực (chủ yếu bên phải), tĩnh mạch cảnh nổi to.